# 337 pr. n. št.
Stoletja: 5. stoletje pr. n. št. - 4. stoletje pr. n. št. - 3. stoletje pr. n. št.
Desetletja: 380. pr. n. št. 370. pr. n. št. 360. pr. n. št. 350. pr. n. št. 340. pr. n. št. - 330. pr. n. št. - 320. pr. n. št. 310. pr. n. št. 300. pr. n. št. 290. pr. n. št. 280. pr. n. št.
Leta: 342 pr. n. št. 341 pr. n. št. 340 pr. n. št. 339 pr. n. št. 338 pr. n. št.  - 337 pr. n. št. - 336 pr. n. št. 335 pr. n. št. 334 pr. n. št. 333 pr. n. št. 332 pr. n. št.

## Dogodki
- Korintska zveza napove vojno Perziji.

## Rojstva
- Demetrij I. Makedonski, makedonski kralj († 283 pr. n. št.)

## Smrti
- Timoleont, sirakuški državnik